# Dumar Aljure Rivas
Dumar Aljure Rivas (Tauramena, Casanare, 2 de septiembre de 1953) es un cantautor colombiano de música llanera o joropo. También es intérprete de bandola y cuatro. Es conocido como el “El trochador de la canta”.

## Biografía
Nacido en la vereda El Güira de Tauramena, de familia llanera y de músicos, estudió en Aguazul (Casanare). Viajó a Villavicencio (Meta), y prestó el servicio militar. Luego grabó con Tirso Delgado con quien grabó los temas ó “pa lante Casanareños” y ” Mi suegra”.
En 1977 graba su primer éxito "Catira Casanareña”, en 1979 fundó el Festival Internacional del Rodeo en Tauramena (Casanare). En 1981, fue ganador del Festival Internacional del Joropo, con el tema ‘El taparito’.  En 1999 ganó disco de oro por su disco "Catira Casanareña”, y para 2002  creó en Tauramena el Festival Criollo Femenino. El 20 de julio del 2009, el Ministerio de Cultura y el departamento de Casanare lo galardonaron por su aporte al folclor colombiano durante el Segundo Gran Concierto Nacional. Es padre de 5 hijos. Otras composiciones suyas son “El taparito”, “Virgencita de Manare”, “Por tres mujeres yo vivo”, “El renco” y “El viejo cachón”.

## Homenajes
En su pueblo Natal Tauramena, se encuentra un busto en su honor. Ha sido homenajeado en varios Festivales.

## Discografía
Ha grabado ocho álbumes: ‘Catira casanareña’, ‘Por tres mujeres yo vivo’, ‘Llaneros todavía quedan’, ‘Inspiración güireña’, ‘El libertino’, ‘Como siempre universal’, ‘Tiempo aljureño’ y ‘Un San Pascual’.